# ناکش
ناکِش سوراخی از دیوار که به وسیلهٔ آن رطوبت هوا را از ساختمان خارج می‌کنند. می‌تواند سوراخی برای بیرون شدن عفونت چاه و بوی ناخوشایند مستراح نیز باشد. رطوبت یکی از معضلات نگهداری از بناهای تاریخی خصوصاً بناهای خشتی به‌شمار می‌رود و برای مقابله با آن، معماران سنتی ایران راه‌کارهای مختلفی به کار برده‌اند که یکی از آن‌ها ایجاد کانال ناکش در ساختمان است.